# Sabian

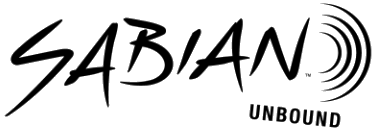
Logo

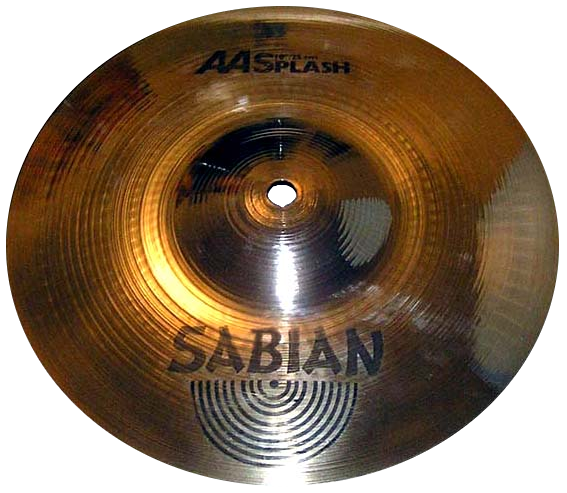
10"-Splash-Cymbal aus der AA-Serie

Sabian ist ein kanadischer Hersteller von Schlagzeug-Becken. Das Unternehmen wurde 1981 in Meductic (New Brunswick, Kanada) von Robert „Bob“ Zildjian gegründet. Der Name SABIAN ist ein Akronym, das sich aus den Anfangsbuchstaben der drei Kinder des Firmengründers (Sally, Billy und Andy) zusammensetzt. Dabei soll das geringelte Sabian-Logo auf die Rillenstruktur eines Beckens hinweisen.

## Geschichte
Nachdem Avedis Zildjian – der Gründer des US-amerikanischen Unternehmens Zildjian – 1979 gestorben war, übernahmen dessen Söhne Robert und Armand Zildjian das Unternehmen. 1981 trennte sich Robert jedoch von seinem Bruder, um mit Sabian sein eigenes Unternehmen zu gründen.
Bis 1983 war Sabian relativ unbekannt, bis das Unternehmen sich mit den Serien AA und HH im Markt etablieren konnte. Diese Produkte waren ursprünglich für symphonische und orchestrale Musik entwickelt worden. Im Laufe der weiteren Jahre entwickelte Sabian mit Hilfe bekannter Spezialisten zahlreiche hochwertige Produkte, welche die Marke heute zu einem der Marktführer im Bereich der Schlagzeugbecken machen.
Robert Zildjian starb am 28. März 2013.
Neben Zildjian, Meinl und Paiste gilt Sabian heute als einer der größten Beckenhersteller der Welt.

## Musiker
Bekannte Endorser sind Billy Cobham, Phil Collins, Neil Peart, Terry Bozzio, Mike Portnoy, Jojo Mayer, David Garibaldi und Dave Weckl.